# 鍾接
鍾接（前223年—前133年），原名鍾離接，字續源，宋桓公禦說之後,西楚霸王項羽麾下大將鍾離昧之次子。東海郡朐縣伊蘆鄉（今江蘇省連雲港市灌雲縣伊蘆鄉）人，為潁川長社令（今河南省長葛市），食邑鍾離子國。潁川長社鍾氏始祖（接系）。

## 生平
公元前201年，其父鍾離昧遇害。為避禍,遠離家鄉,遷居潁川長社(今河南省長葛市), 並且改姓為單字“鍾”,成為潁川長社鍾氏始祖。
卒於漢武帝元光二年戊申（公元前133年），壽九十一歲，葬潁川郡長社縣盧莊西丘（今河南省長葛市盧莊西丘）。